# Gerhard Schmidhuber
Gerhard Schmidhuber (Dresden, 9 april 1894 - Boedapest, 11 februari 1945) was een Duitse officier en Generalmajor tijdens de Tweede Wereldoorlog. Hij voerde het commando over de 7e Pantserdivisie en 13e Pantserdivisie.
Op 9 april 1894 werd Schmidhuber geboren in het Koninkrijk Saksen. Hij was de zoon van de fabriekseigenaar Egon Schmidhuber en zijn vrouw Emma Schmidhuber (geboortenaam Hönsch). Het echtpaar kreeg twee zonen (geboren 1922/1924). In 1914 werd hij reserveofficier in het Saksisch leger. Hij verliet het leger in 1920 en trad in 1934 weer toe. Hij had zowel in Frankrijk als in de Sovjet-Unie als bataljon- en regimentscommandant gediend. Hij ontving het Ritterkreuz des Eisernen Kreuzes mit Eichenlaub. Schmidhuber was in 1944 eerst commandant van de 7e en daarna van de 13e Pantserdivisie. Toen de Duitsers in 1944 Hongarije bezetten, was Schmidhuber opperbevelhebber van de Duitse strijdkrachten in dat land. Volgens Pál Szalai verhinderde hij de liquidatie van het Joodse getto van Boedapest, hoewel zijn precieze rol nog steeds omstreden is. Schmidhuber werd in de slag om Boedapest gedood.

## Triviaal
De zoon van Schmidhuber Wolfgang Schmidhuber diende in de Panzerbrigade 150 van Skorzeny tijdens de Slag om de Ardennen. Hij sneuvelde op 21 december 1944 ten oosten van Malmedy.

## Carrière
- Generalmajor: 29 oktober 1944[2] (met RDA van 1 oktober 1944[10][6][11][2])
- Oberst: 20 april 1942[2] (met RDA van 1 april 1942[10][11][2])
- Oberstleutnant: 1 juli 1941[10][11]
- Major: 1 juni 1938[2] - 1939[10]
- Hauptmann: 15 juli 1934 (met RDA van 1 december 1935)[10][11]
- Oberleutnant:[11] 2 maart 1934[2] (met Patent van 1 april 1930[2])
- Leutnant der Reserve:  8 september 1915[10][11][2]
- Einjährig-Freiwilliger (vrije vertaling: eenjarige vrijwilliger): 1 april 1914[10][2]

## Onderscheidingen
- Ridderkruis van het IJzeren Kruis op 18 oktober 1943 als Oberst en Commandant van het 304e Pantserregiment/ 2e Pantserdivisie / 56e Pantserkorps / 2e Leger / Heeresgruppe Mitte, Oostfront[10][12][11][2]
- Ridderkruis van het IJzeren Kruis met Eikenloof (nr.706) op 21 januari 1945 als Generalmajor en Commandant van de 13e Pantserdivisie / IX SS Bergkorps/ Heeresgruppe Süd (onmiddellijk onderscheiden)[10][12][11][2]
- Duitse Kruis in goud op 28 februari 1942 als Oberstleutnant in de II./Schützen-Regiment 103[12][11][2]
- IJzeren Kruis 1914, 1e Klasse (7 december 1917[2]) en 2e Klasse (9 mei 1915[2])
- Herhalingsgesp bij IJzeren Kruis 1939, 1e Klasse (24 juni 1940[11][2]) en 2e Klasse (29 september 1939[11][2])